# Brunejski bisayanski jezik
Brunejski bisayanski jezik (ISO 639-3: bsb; basaya, bekiau, besaya, bisaia, bisaya bukit, bisayah, jilama bawang, jilama sungai, lorang bukit, južni bisaya, visayak), austronezijski jezik kojim govore pripadanici naroda Visajanaca na Bruneju i Sarawaku u Melaneziji. Donedavni priznati individualni jezici, saravački bisayanski bsd i tutong 1, sada se vode kao njegovi dijalekti.
Brunejski bisayanski zajedno sa sabahskim bisayanskim i jezicima bonggi [bdg] i tatana [txx] svi iz Sabaha, čini bisayansku jezičnu skupinu preko koje ulazi u sastav dusunskih jezika.
37 600 govornika u Bruneju i 20 000 na Sarawaku.

## Vanjske poveznice
- Ethnologue (14th)
- Ethnologue (15th)